# Forças armadas do Estado Russo
Voisko do Estado Russo (em russo:  Войско Русского государства, transl. Voysko Russkogo gosudarstva) ou Armada do Estado Russo (em russo:  Армия Русского государства, transl. Armiya Russkogo gosudarstva) foram as forças armadas (rat, voisko) do Czarado da Rússia, antigo Grão-Ducado de Moscou, a partir do reinado de Ivan III e até a criação de um exército regular por Pedro I.